# Fantastic Adventures
Fantastic Adventures was een Amerikaans pulp sciencefictiontijdschrift dat werd uitgegeven van 1939 tot 1953 door Ziff-Davis.